# 街並み照らすヤツら
『街並み照らすヤツら』（まちなみてらすヤツら）は、2024年4月27日から6月29日まで日本テレビ系「土ドラ10」枠で放送されたテレビドラマ。主演は本作が単独でのGP帯ドラマ初主演となる森本慎太郎（SixTONES）。
主人公が家族と経営難のケーキ店を守るために奮闘するヒューマンエンタテインメント。そして本作品が「土曜ドラマ」から「土ドラ10」に枠名が改名された記念すべき第1作目となる。

## 制作について
本枠について、日本テレビでは当初小学館の漫画を原作としたドラマを制作・放送する予定だったが、2023年10月期に同じく小学館の漫画を原作とし、「日曜ドラマ」枠で制作・放送した『セクシー田中さん』について、同作の原作者である芦原妃名子の急逝などの諸問題が2024年1月に発覚したことを受けて、小学館原作漫画のドラマ制作を見送ることを同年2月に発表した。
その後、日本テレビはオリジナル脚本に変更したうえで本作品を制作・放映することを2024年3月21日に発表した。
本作品の主演として、STARTO ENTERTAINMENTに所属している森本慎太郎が起用されている。日本テレビではジャニーズ事務所（現・SMILE-UP.）の創業者であるジャニー喜多川による性加害問題を受けて、これまで同社所属タレントの新規出演契約を見合わせていたが、同局は「日本テレビが申し入れをしていた救済プランについて、SMILE-UP.で着実に進んでいることに加えて、以前にも同局制作のドラマに出演していた実績などを評価した上でキャスティングした」と述べている。

## あらすじ
竹野正義は両親から受け継いだケーキ店を経営していた。しかし、店のある商店街はシャッター通りであり、経営難だった。そんな彼は店と家族を守るために奮闘する。

## キャスト

### 主要人物
竹野正義（たけの せいぎ）〈32〉
演 - 森本慎太郎（SixTONES）（幼少期：須山結斗）
シャッター商店街にあるケーキ店「恋の実」の店主。
竹野彩（たけの あや）〈32〉
演 - 森川葵
正義の妻。

### 虹色ロード商店街の人々
深川莉菜（ふかがわ りな）〈15〉
演 - 月島琉衣
高校生。商店街の酒店の娘。
深川龍一（ふかがわ りゅういち）〈45〉
演 - 皆川猿時
莉菜の父。酒店の店主。
荒木太一（あらき たいち）〈35〉
演 - 浜野謙太（幼少期：野澤絢人）
ビリヤード店の店主。正義の幼なじみ。
シュン〈22〉
演 - 曽田陵介
ビリヤード店の常連客。
マサキ〈21〉
演 - 萩原護
ビリヤード店の常連客。
大村一郎（おおむら いちろう）〈65〉
演 - 船越英一郎
地元商店会の会長。地域一帯の大地主。
園田（そのだ）
演 - 円井わん
「交流純喫茶なごり」店主。家賃が安いからという理由で虹色ロード商店街に店を出したいという友人がいると商店会の会合で話すが大村に強く反対される。
鈴木（すずき）
演 - ボブ鈴木
商店主。
川谷（かわや）
演 - 河屋秀俊
商店主。
河野（こうの）
演 - 河野智典
商店主。
スナックの店主
演 - 山中智
スナック「晴れ女」店主。
ホステス
演 - 平愛香、池田恵子、まちだまちこ
スナック「晴れ女」ホステス。

### 警察関係者
澤本絵梨香（さわもと えりか）〈26〉
演 - 吉川愛
商店街を含む地域を管轄する所轄署の新米刑事。
日下部茂利（くさかべ しげとし）〈45〉
演 - 宇野祥平
刑事。澤本の同僚。

### その他
大村光一（おおむら こういち）
演 - 伊藤健太郎
一郎の息子。デベロッパー。
橋浦（はしうら）
演 - 吉岡睦雄
虹色ロード商店街の商店主たちが加入している損害保険の保険屋。
トミヤマ
演 - 森下能幸
探偵。

### ゲスト

#### 第1話
白鳥敬文（しらとり たけふみ）
演 - 竹中直人（第6話・最終話）
正義に大きな影響を与える謎の男。
ホステス
演 - 大山真絵子（第5話・最終話）
虹色ロード商店街のスナック「晴れ女」のホステス。大村に足を触られる。
正義の父
演 - 村本明久（第3話・第5話・最終話）
故人。ケーキ店「恋の実」の先代オーナー。
荒木の父
演 - 河合恭嗣
パチンコで勝った時だけ幼少期の荒木にケーキを買ってあげていた。
ホームレス
演 - 和田正弘（第5話・第8話・最終話）

男性
演 - 仲城煎時
ケーキ店「恋の実」で起こった強盗事件について澤本から聞き込みを受けるが途中から話が脱線し、仕事の昼休みに食べた昼食の話になってしまう。
女性
演 - 小田原さち
ケーキ店「恋の実」で起こった強盗事件について澤本から聞き込みを受けるが途中から話が脱線し、孫に買ったプレゼントの話になってしまう。
女性
演 - 鈴木奈津子
ケーキ店「恋の実」で起こった強盗事件について澤本から聞き込みを受けるが途中から話が脱線し、魚の焼き方の話になってしまう。

#### 第3話
向井哲雄（むかい てつお）
演 - 竹財輝之助（第4話・第5話・最終話）
時計店の店主。

#### 第4話
倉田（くらた）
演 - 板尾創路（最終話回想）
和菓子屋の店主。

#### 第6話
片岡肇（かたおか はじめ）
演 - 尾美としのり（第7話）
彩の父。
片岡奈緒美（かたおか なおみ）
演 - 堀内敬子（第7話）
彩の母。

## スタッフ
- 脚本 - 高田亮、清水匡[16]
- 監督 - 前田弘二、鯨岡弘識、中里洋一[16]、長野晋也
- 音楽 - 大野宏明[16]
- 主題歌 - ササノマリイ「窮鼠」（ソニー・ミュージックレーベルズ）[17]
- 語り - 田中秀幸
- 警察監修 - 佐々木成三
- 保健監修 - 浅井理宏
- ロケ協力 - ジョイフル三ノ輪商店街
- ケーキ指導 - 西田喜孝
- 特殊視覚効果 - 泉谷修（日本エフェクトセンター）
- スタントコーディネーター - 八尾宗徳
- チーフプロデューサー - 田中宏史[16]
- プロデューサー - 藤森真実、榊原真由子、宇田川寧、妙円園洋輝[16]
- 制作協力 - ダブ[16]
- 製作著作 - 日本テレビ[16]

## 放送日程
| 各話                                                                        | 放送日  | サブタイトル                          | ラテ欄                                                | 脚本   | 監督     | 視聴率 |
| --------------------------------------------------------------------------- | ------- | ------------------------------------- | ----------------------------------------------------- | ------ | -------- | ------ |
| 第1話                                                                       | 4月27日 | 救世主は…俺!?                         | 寂れた商店街を立て直すために 衝撃の方法で臨む!!       | 高田亮 | 前田弘二 | 5.1%   |
| 第2話                                                                       | 5月04日 | 偽装強盗、再び!?                      | 偽装強盗、再び… 全てが想定外の方向へ 夫婦関係も危機   | 清水匡 | 前田弘二 | 3.4%   |
| 第3話                                                                       | 5月11日 | 三角関係勃発!?夫婦の危機!             | 新重要人物が登場 事態は急展開へ…偽装強盗に警察動く…   | 高田亮 | 鯨岡弘識 | 3.0%   |
| 第4話                                                                       | 5月18日 | 偽装強盗がバレて全てが崩壊へ…         | 偽装強盗がバレて崩壊へ… 夫婦にも亀裂 謎の男が遂に動く | 清水匡 | 中里洋一 | 3.3%   |
| 第5話                                                                       | 5月25日 | 新たな事件が勃発、最悪の事態へ…       | 全てが最悪の事態へ… 警察に逮捕!?裏の思惑が明らかに    | 高田亮 | 前田弘二 | 2.9%   |
| 第6話                                                                       | 6月01日 | 全員逮捕!?第二章・地獄編開幕          | 遂に逮捕…取り調べで最大の危機!! 急展開…全員逮捕か     | 清水匡 | 鯨岡弘識 | 3.0%   |
| 第7話                                                                       | 6月08日 | 逃亡犯正義VSリアル強盗!真犯人明らかに | リアル強盗事件が発生で事態が複雑に… 犯人発覚に衝撃が  | 清水匡 | 長野晋也 | 2.9%   |
| 第8話                                                                       | 6月15日 | 逃亡劇の末に下す決断                  | 黒幕との直接対決 警察からの大逃亡劇で出す結論とは…    | 高田亮 | 前田弘二 | 4.9%   |
| 第9話                                                                       | 6月22日 | 自首した正義…裁判の行方は             | 最終章開幕…衝撃の決断!! 離婚…そして自首…涙の裁判      | 清水匡 | 鯨岡弘識 | 2.1%   |
| 最終話                                                                      | 6月29日 | 運命の判決…笑いと涙のその先に         | 大切な人と生きる為に裁判の判決は? 商店街の未来は?     | 高田亮 | 前田弘二 | 3.0%   |
| 平均視聴率 3.4%（視聴率はビデオリサーチ調べ、関東地区・世帯・リアルタイム） |         |                                       |                                                       |        |          |        |